# Zkamenělý slouha
Zkamenělý slouha je menhir stojící v Praze 8 – Dolních Chabrech v Ládevské ulici u čp. 542, asi jeden kilometr severně od Vozovny Kobylisy.
Jedná se o podlouhlý tmavošedý buližníkový balvan o výšce asi 3 metry, z nichž 172 cm vyčnívá nad povrch; obvod při zemi je asi 2,75 m. Podle archeologického průzkumu byl vztyčen před 6 až 7 tisíci let a byl pravděpodobně odtěžen z nedalekého vrchu Ládví.
Původ jeho názvu není znám, domněle však souvisí s jeho tvarem připomínajícím skloněnou postavu. Nejstarší fotografii menhiru pořídil roku 1914 spisovatel Eduard Štorch. Menhir stával osaměle v polích, teprve v 60. letech 20. století jej obklopila nová zástavba domů; stojí na pokraji chodníku ve výklenku plotu sousední vily. Podle způsobu usazení se usuzuje, že je na svém původním místě.
Roku 1980 byl v těsném sousedství kamenu na druhé straně plotu nalezen pod povrchem země druhý podobný kámen; ten byl pak vztyčen vedle původního menhiru v roce 2006.